# Abraha
Abraha (sabejski ʾbrh; * rođen pred 535.- † 570) bio je zadnji značajni kralj Jemena prije islamizacije tog kraljevstva. Vladao je od 535. do 570. godine.

## Vanjske poveznice
- Natpis Abrahe (Ry 506)  Arhivirana inačica izvorne stranice od 3. veljače 2016. (Wayback Machine)